# Madison (Karolina Północna)
Madison – miasto w Stanach Zjednoczonych, w stanie Karolina Północna, w hrabstwie Rockingham.